# Ilattia cephusalis
Ilattia cephusalis är en fjärilsart som beskrevs av Walker 1858. Ilattia cephusalis ingår i släktet Ilattia och familjen nattflyn. Inga underarter finns listade i Catalogue of Life.

## Bildgalleri

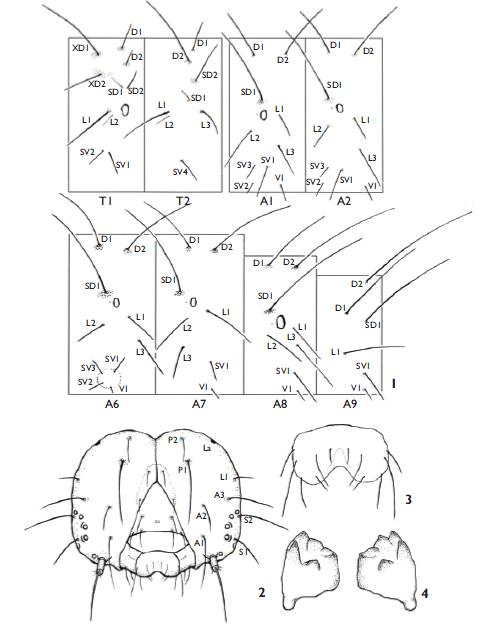
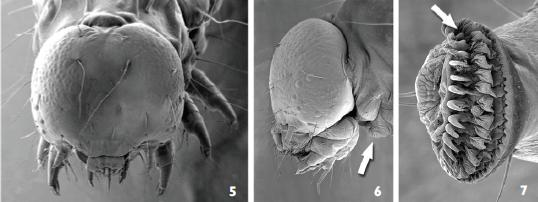
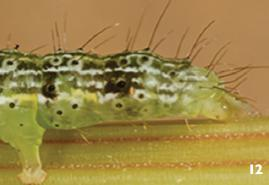
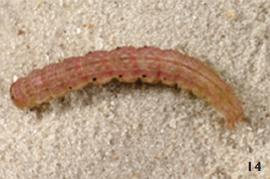
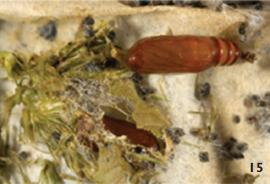
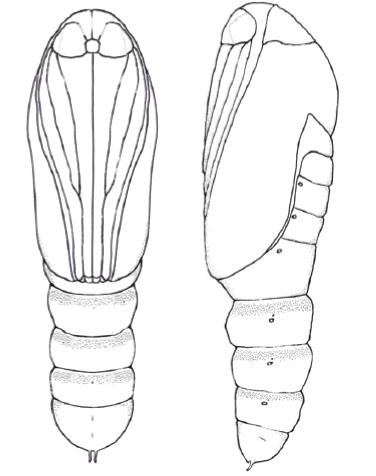